# Гарда
Гарда (фр. garde, итал. guardia) стража, лична стража или одбрана једног владара, елитна група свих родова војске као посебна војна јединица.